# 침니스의 비밀
침니스의 비밀은 애거사 크리스티의 추리 소설이다.

## 줄거리
앤터니 케이드는 친구의 부탁으로 간단한 심부름을 맡는다. 하지만 그것이 자신을 국제적인 음모의 중심인물로 만들어 줄 거라고는 꿈에도 예상치 못했으니… 헤르초슬로바키아의 왕정 복귀 문제를 둘러싸고 암투를 벌이는 세계 각지의 흑막들! 마침내 침니스에서 일어난 결정적인 살인 사건은 이 유서 깊은 저택을 놀라운 비밀의 소용돌이에 휩싸이게 한다. 런던 경시청의 노련한 수사관 배틀 총경이 최초로 대뷔한 작품이다.